# Sture (spets nedifrån)
Sture, svensk medeltida frälseätt, vars medlemmar förde en spets nedifrån i sitt vapen, var säkerligen av dansk börd, och framträder i Vartofta år 1367. I övrigt är de bundna till Kinds och Redvägs härader.

## Vapen
- Sköld: I rött en spets av guld.
- Hjälm: Ett framåtböjt horn på utsidan besatt med tre påfågelsfjädrar.

## Biografi
Väpnaren, sedermera riddaren, Nils Sture (död tidigast 1393) förde i sitt vapen en spets nedifrån. Han har tidigast kunnat beläggas 1364, då han i Halmstad tillsammans med Erik Kettilsson (Puke) den svenske kungen Magnus Erikssons trognaste anhängare, beseglade ett brev, som utfärdats av den danska ätten Brahes äldste säkert kände halländske stamfar.
Något av åren 1364–66 dubbades han till riddare, sannolikt samtidigt med Erik Kettilsson och i så fall av kung Magnus. Sture var en av de 44 riddare som 1377 i Nyborg på Fyn tillsammans med drottning Margareta, hennes son Olof, de danska biskoparna och 88 väpnare utfärdade ett förpliktelsebrev att upprätthålla det bestående rättstillståndet. Hans gods låg i Halland och Skåne, och han har endast kunnat beläggas i sju eller åtta brev, av vilka ett för drottningen men intet från kung Albrekts territorium.
Hans son, riddaren Sven Nilsson Sture till Ekesjö i Småland (död 1424), tillhörde Sveriges frälse, och har tidigast kunnat beläggas 1386 och nämns två år senare som en av Algot Magnusson (Sture)s sju medsigillanter i dennes brev för Margareta om Öresten, Opensten, Mark och Kind.
Av brev från 1396 och 1397 framgår, att Sven Sture som drottningens hövitsman på Gotland skadade hansestädernas och Tyska ordens köpmän genom sjöröveri. Sven Sture var, tillsammans med Arend Styke, en tid inblandad i sjöröveri som syftade att hindra Vitaliebrödernas stöjande frakter till de Stockholmare som var trogna Albrekt av Mecklenburg. Sedan kung Albrekts son Erik kommit till Gotland, blev han besegrad av denne och gick i dennes tjänst.
Sommaren 1397 var Sven Sture den ene av befälhavarna för dennes misslyckade flottexpedition mot det av hanseaterna besatta Stockholm. Sedan Tyska orden våren 1398 besatt Gotland, måste han lämna ön, och på hösten samma år var han den främste av de femton personer som till kung Erik och drottning Margareta överlämnade Faxeholm med Hälsingland och halva Medelpad, Styresholm med Ångermanland och den andra hälften av Medelpad samt Korsholm med Norrbotten.
Sven Sture dubbades till riddare något av åren 1405–07, sannolikt vid drottning Filippa av Englands kröning 1406. Enligt kung Eriks förbundsfördrag med Polen-Litauen 1419 och med hansestäderna 1423 var Sture bosatt på sitt fäste (Sundholm/Sundkullen) i Ramkvilla socken, där han daterat två brev 1416.
Sven Sture efterlämnade inga söner, men hans dotter Katarina Svensdotter (död något av åren 1464–69) gifte sig med Bo Stensson, och dottersonen Nils Bosson antog hans namn, dock med bibehållande av fädernevapnet: en delad sköld (vapnet för ätten Natt och Dag), och dessa båda blev anfäder för den så kallade yngre Stureätten.
Ätten utslocknade efter år 1416.